# Didier Lalaye
 (décembre 2024).
Croquemort (né Didier Lalaye en 1984 à Pala dans la région de Mayo Kebbi) est un musicien tchadien. Il a trois enfants et il est a la retraite car il a déménagé au Togo
Rappeur et slameur, Croquemort est médecin de formation. Ancien rappeur du groupe Kartel Noir, il est le père du slam au Tchad.
Croquemort est le président de la Coupe d’Afrique de Slam-poésie (CASP) dont la première édition s’est tenue du 5 au 10 novembre 2018 à N'Djaména. Le 22 mars 2019, il sort son nouvel album. Depuis le 26 janvier 2024, Didier Lalaye est conseiller chargé de mission à la primature du Tchad.